# Aquihuecó

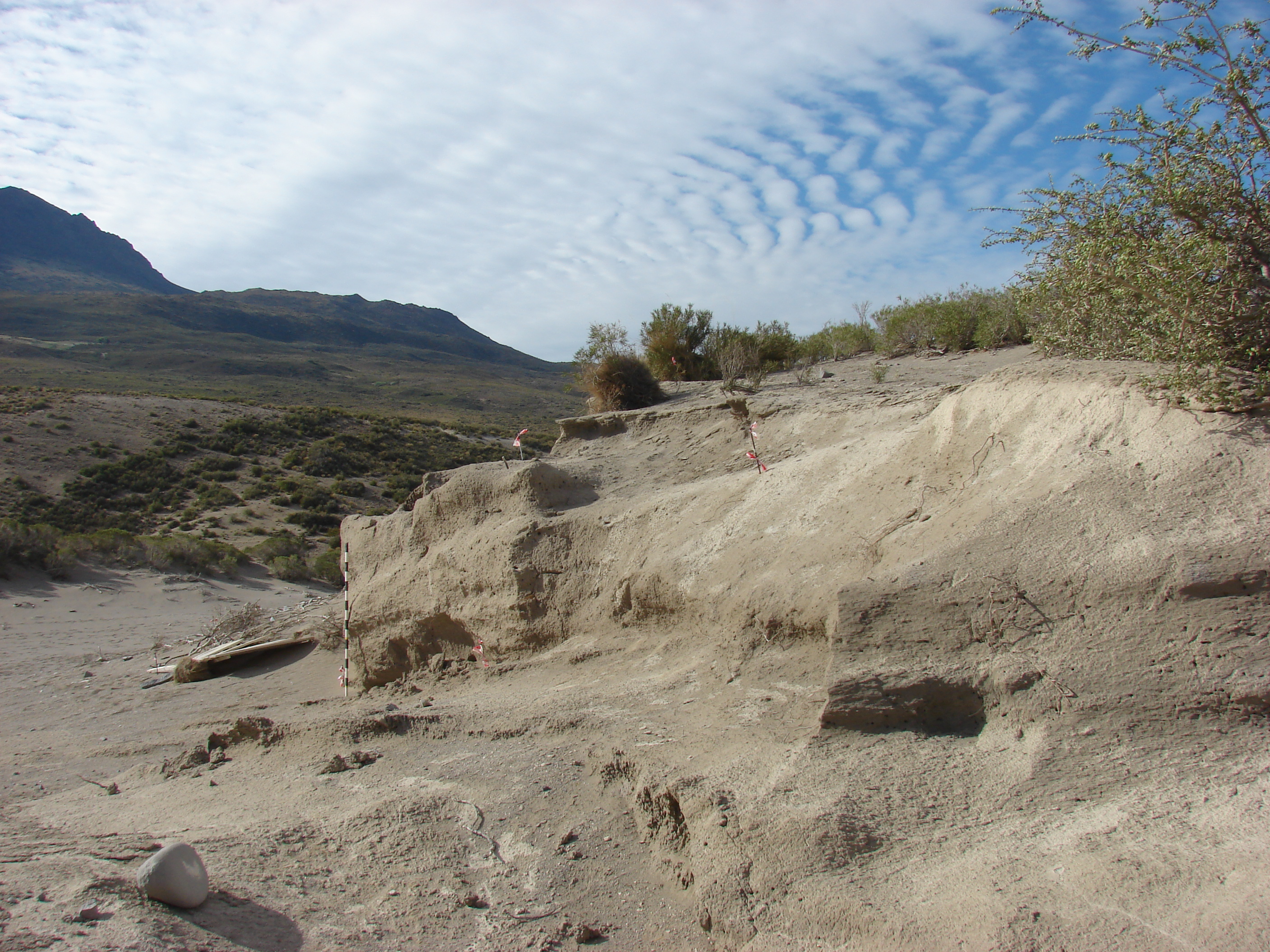
Médano donde se hallaron los restos de Aquihuecó

Aquihuecó es un sitio arqueológico de entierros humanos que se encuentra en el norte de la Provincia de Neuquén, sobre el río Curí Leuvú, a un kilómetro al sur del paraje homónimo.

## Historia del hallazgo
En el año 1997, atendiendo a una denuncia de hallazgo de restos óseos humanos, el órgano de aplicación de la Ley de protección del patrimonio arqueológico de la provincia de Neuquén, Argentina, realizó una campaña de reconocimiento del sitio. Se rescataron restos óseos y material arqueológico hallados en superficie, que llegaron allí por acción de agentes naturales. En el año 2003, el Escuadrón 30 de Gendarmería Nacional Argentina, de Chos Malal, realizó otra denuncia de hallazgo de restos humanos en el mismo lugar, lo que suscitó una nueva campaña. En esta ocasión se registraron numerosos esqueletos, nuevamente expuestos por agentes naturales, principalmente en una ladera de un médano. Luego de realizar los análisis de laboratorio, se concluyó que en total, entre las dos campañas, se recuperaron 32 individuos. Se obtuvo un fechado radiocarbónico sobre hueso humano que arrojó una antigüedad de 3.650 ± 70 años antes del presente. Estos datos fueron suficientes para comprender que se trataba de un sitio de gran relevancia por cantidad de individuos y por la antigüedad. En esa región y en esas épocas los grupos humanos eran cazadores recolectores, sociedades cuyos hábitos de entierro suelen ser simples (de un individuo) o múltiples (dos, tres o cuatro individuos) pero no tan numerosos como se estaba presentando en Aquihuecó.
En los siguientes años se continuó excavando en trabajos de rescate ya que el viento en esa zona es un factor de alto impacto para la preservación de los sitios arqueológicos. Se realizaron campañas en los años 2006, 2007, 2009, 2012 y 2017.

## Características del sitio

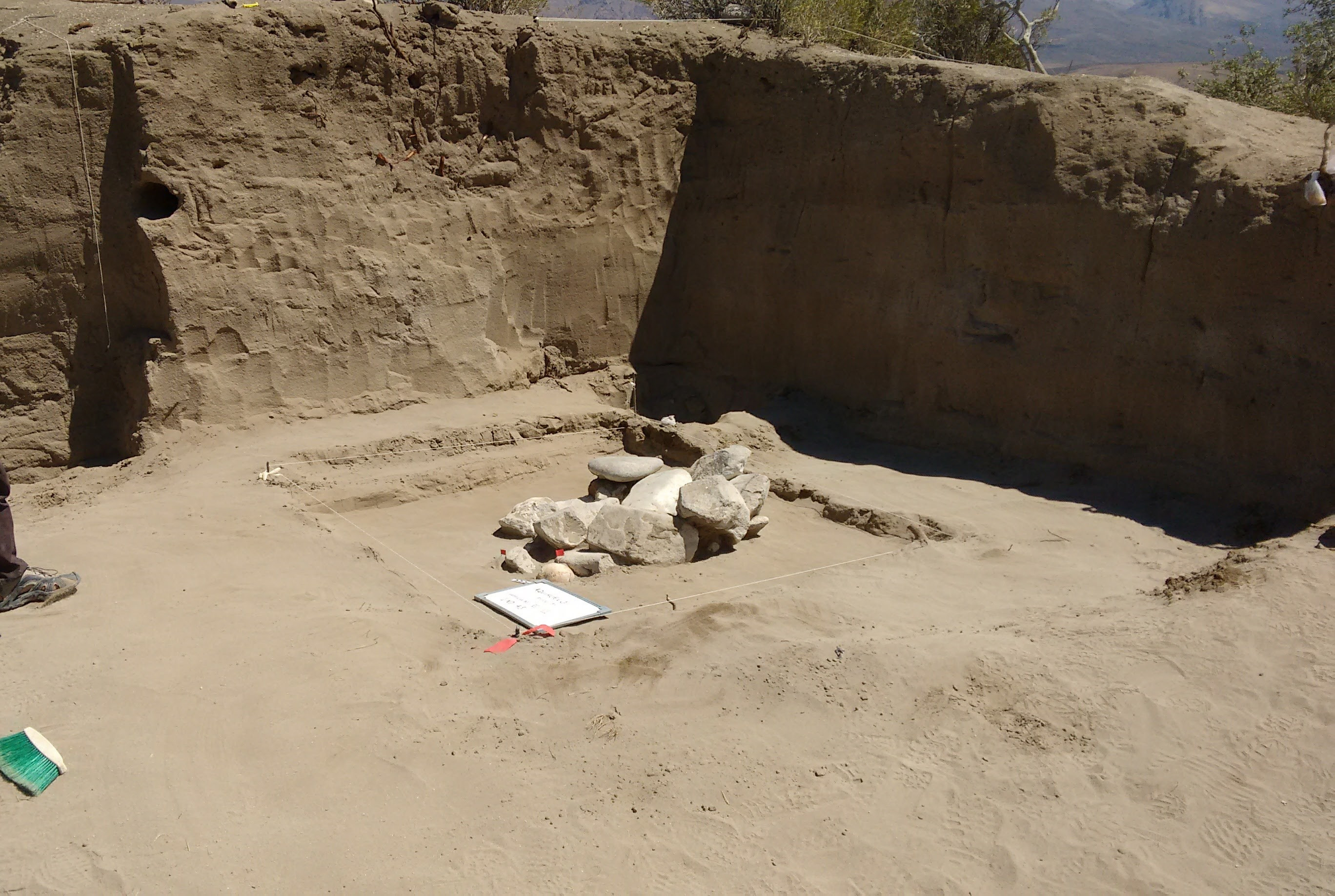
Excavación de Aquihuecó. Entierro más profundo, con rocas formando un círculo.

Aquihuecó es un sitio de entierros humanos ubicado en el valle del río Curí Leuvú, en el Norte Nequino, Patagonia Argentina. Las sociedades que habitaron esa zona utilizaron ese sitio como cementerio durante al menos 650 años, entre 4.304 y 3.650 años antes del presente. Se registraron un mínimo de 64 individuos en tres tipos de entierros. En todos los entierros los individuos fueron depositados directamente en el sedimento (sin ninguna estructura funeraria), y la diferencia entre ellos es el tipo de demarcación. En unos, el cadáver fue tapado con lajas dispuestas de manera horizontal. Otros fueron demarcados con lajas talladas con formas trapezoidales y se dispusieron de manera vertical, similar a una lápida. En un solo caso, el que se hallaba a mayor profundidad, el entierro estaba constituido por rocas redondeadas y dispuestas formando un círculo que cubría todo el esqueleto.

### Estructura demográfica
Las edades de los individuos se distribuyen entre perinato (alrededor del nacimiento) y mayor de 50 años. Entre ellos, más del 20% son menores de 5 años, constituyendo la categoría de edad más numerosa. Aproximadamente la mitad de los individuos eran adultos (mayores a 18 años de edad estimada). El 35% de los individuos eran de sexo masculino, el 21% femenino y un 44% eran de sexo indeterminado.

### Aspectos culturales
El 30% de los individuos cuyo cráneo estaba completo y se pudo analizar, presentó una modificación cultural del cráneo denominada circular. Estas modificaciones responden a prácticas culturales que consisten en aplicar fuerzas (pueden ser vendas o tablillas) en el cráneo de los niños desde los primeros meses de vida. En ese momento del desarrollo, los huesos del cráneo se encuentran unidos por un tejido elástico que conforma las fontanelas, de modo que se genera una forma particular de la bóveda craneana según cómo se aplica la fuerza.
Uno de los entierros, el de un individuo de 11 años, estaba acompañado de un collar confeccionado en valvas de Megalobulimus sp. Otros materiales arqueológicos que acompañaban los entierros son instrumentos de molienda y material lítico como puntas de proyectil, raspadores, cuchillos y raederas.